# ティジャニ・ババンギダ
ティジャニ・ババンギダ（Tijani Babangida, 1973年9月25日 - ）は、ナイジェリアの元サッカー選手。元ナイジェリア代表。

## 人物
アフリカンサッカーが注目を集めはじめた1990年代に活躍した快足ウイング。スピードスター。
イブラヒム・ババンギダ、ハルナ・ババンギダは弟にあたる。また夫人はダニエル・アモカチ夫人と姉妹関係にある。

## 経歴
1991年に17歳でオランダに渡り、VVVフェンローやローダJCに在籍。1996年に500万ドルの移籍金でアヤックス・アムステルダムに移籍した。移籍初年度、UEFAチャンピオンズリーグに出場し、準々決勝・対アトレティコ・マドリード戦では決勝ゴールを挙げた。翌1997-98シーズンは13ゴールを挙げ、アヤックスのリーグ優勝に貢献した。
1996年、アトランタオリンピックサッカー競技にナイジェリア代表として出場し、金メダルを獲得。1998年にFIFAワールドカップフランス大会にも出場。決勝トーナメント1回戦・対デンマーク戦では、劣勢の中で右サイドからボレーシュートを決めた。
2000年以後は層の厚いアヤックスの中でポジションを奪えず、レンタル移籍で世界各地のクラブを転々とした。2005年に現役を引退。
引退後はナイジェリアのタラバ・ユナイテッドの会長、マルタのFCモスタのテクニカルディレクター等を歴任。
2015年、ナイジェリア代表のスーパーバイザーに就任した。

## 代表歴

### 出場大会
- 1993年 - U-20アフリカネイションズカップ出場
- 1994年5月25日　対ルーマニア戦でA代表デビュー
- 1996年 - アトランタオリンピック・サッカー 優勝
- 1998年 - FIFAワールドカップフランス大会 ベスト16
- 2000年 - アフリカネイションズカップ2000 準優勝
- 2002年 - アフリカネイションズカップ2002 3位

### 試合数
- 国際Aマッチ 36試合 5得点（1994年-2002年）[4]

| ナイジェリア代表 | 国際Aマッチ | 国際Aマッチ |
| 年               | 出場        | 得点        |
| ---------------- | ----------- | ----------- |
| 1994             | 2           | 0           |
| 1995             | 0           | 0           |
| 1996             | 0           | 0           |
| 1997             | 2           | 0           |
| 1998             | 7           | 1           |
| 1999             | 4           | 0           |
| 2000             | 9           | 2           |
| 2001             | 7           | 2           |
| 2002             | 5           | 0           |
| 通算             | 36          | 5           |

## エピソード
日本国内で認知度の高い選手ではなかったが、コナミから発売されている人気サッカーゲームウイニングイレブンシリーズの初期の作品において、ババンギダをモデルとした選手がスピードの能力値が最高かつコストパフォーマンスの良い非常に強力な選手として収録されたことで、日本のウイニングイレブンファンの間で一気に認知度が高まった。2016年に六本木ヒルズでウイニングイレブンの20周年記念ファンイベントが行われた際には、会場にババンギダの広告やパネルが用意されたり、ババンギダラテなるドリンクまで発売される大人気ぶりで、初期のウイニングイレブンを象徴する選手の一人であった。